# フッ化クロム(V)
フッ化クロム(V)(Chromium pentafluoride)は、化学式CrF5の無機化合物である。赤色の揮発性固体で、34℃で融解する。六フッ化クロムが未だ合成されておらず、仮説上の化合物であるため、既知の最も高次のフッ化クロムである。
カリウムとクロムの塩化物の混合物にフッ素を作用させて得られる生成物の1つである。
構造的には、一次元の配位高分子であり、各々のCr(V)中心は、八面体形分子構造をとる。フッ化バナジウム(V)と同じ結晶構造である。
フッ化クロム(V)は強い酸化剤であり、希ガスのキセノンをフッ素化したり、酸素分子をジオキシゲニルにさらに酸化させたりすることができる。この性質のため、還元剤存在下で容易に分解し、またクロム(III)とクロム(VI)に容易に加水分解される。

## 反応
フッ化セシウムやフッ化ニトロイル等のルイス塩基と反応し、各々のヘキサフルオロクロム酸(V)塩が得られる。
CrF5 + CsF → CsCrF6
また、ルイス酸の五フッ化アンチモンとも反応してCrF5・2SbF5の付加物を形成する。この付加物は、強い酸化剤であり、融点-23℃で、室温で液体である。